# La Femme à travers le monde
Pour plus de détails, voir Fiche technique et Distribution.
La Femme à travers le monde (La donna nel mondo) est un film italien, le deuxième long métrage, sorti en 1963 des réalisateurs associés Gualtiero Jacopetti, Franco Prosperi et Paolo Cavara qui ont été les initiateurs du cinéma mondo. 

## Synopsis
Le film est une série de prises de vues des nombreuses activités intéressantes ou insolites, effectuées par les femmes dans différents pays.
Parmi les reportages présentés, on trouve des femmes en formation dans l'armée d'Israël, une femme prêtre en Suède, les prostituées à la fenêtre dans le quartier rouge de Hambourg, les modèles à Hollywood en Californie, les pleureuses professionnelles en Sardaigne, les femmes divorcées de Las Vegas, les danseuses de Tahiti, les lesbiennes,  Elizabeth Rudel Smith aux États-Unis, la chirurgie des paupières au Japon etc.
Publié d'abord en Italie le 30 janvier 1963, la plupart des images ont été tournées en 1962. Sa longueur initiale est 107 minutes. 
La narration pour la version italienne fut réalisée par Stefano Sibaldi, tandis que la narration anglaise a été faite par Peter Ustinov.

## Fiche technique
- Titre original : La donna nel mondo
- Titre français : La Femme à travers le monde[1]
- Réalisation : Gualtiero Jacopetti, Franco Prosperi, Paolo Cavara
- Scénario : Gualtiero Jacopetti, Paolo Cavara
- Producteur : Gualtiero Jacopetti
- Maisons de production : Cinematografica RI.RE, Cineriz et Tempo Film
- Photographie : Paolo Cavara, Gualtiero Jacopetti, Franco Prosperi
- Montage : Gualtiero Jacopetti
- Musique : Riz Ortolani - Nino Oliviero
- Pays de production :  Italie
- Genre : Mondo
- Durée : 107 minutes
- Année de sortie : 
  - Italie : 1963
  - France : 12 juin 1964[1]

## Distribution
- Belinda Lee : elle-même
- Narrateurs :
  - Peter Ustinov : narration en anglais
  - Stefano Sibaldi : narration en italien

## Production
Durant le tournage près de San Bernardino, les deux réalisateurs Paolo Cavara et Gualtiero Jacopetti auront un grave accident de voiture qui coûtera la vie à Belinda Lee, une actrice britannique qui voyageait avec eux et qui devait participer au film,. La voiture qui roulait à 160 km/h a dérapé lorsqu'un pneu a éclaté. Lee a été éjectée de la voiture et retrouvée gisante à 19 m de là, puis déclarée morte à l'hôpital de Barstow. Une annonce affichée au début du film (qui interrompt la musique du générique) lui rend hommage : « À Belinda Lee, qui tout au long de ce long voyage nous a accompagnés et aidés avec amour ».